# Гао Ян (снукерист)
Гао Ян (англ. Gao Yang, род. 5 сентября 2004 года, Хэфэй) — китайский профессиональный игрок в снукер.

## Карьера
Гао Ян начал играть в китайском туре в возрасте 13-ти лет и был быстро принят в Академию CBSA. Он играл на чемпионате Азии по снукеру среди юношей до 21 года в 2018 и 2019 годах, Чемпионате мира по снукеру среди юношей до 21 года и Чемпионате мира по снукеру среди юношей до 18 лет также в 2018 и 2019 годах. Его единственный реальный успех пришелся на чемпионат мира IBSF по снукеру среди юношей до 18 лет 2019 года, где он вышел в финал, проиграв со счетом 5 : 2 13-летнему Цзян Цзюню.
Первый турнир на профессиональном уровне был World Open 2019, проходивший в Юйшане, где он был приглашённым любителем. Первоначально тренер Гао Цзюй Жэти прошёл квалификацию, но отказался от своего места, чтобы позволить своему ученику набраться опыта. Гао проиграл матч Лу Нину со счетом 5 : 1.
В январе 2020 года Гао выиграл WSF Junior Open, турнир для юношей до 18 лет. На пути к финалу Гао обыграл прославленных юниоров Бена Мертенса, Дина Янга и У Ицзэ. И в финале одолел Шона Мэддокса со счетом 5: 2. По результатам турнира был награжден двухлетней вайлд-картой Мирового тура по снукеру на сезон 2020/21 и 2021/22. Несмотря на то, что ему было всего 15 лет, он заявил, что намерен воспользоваться своей профессиональной вайлд-картой. Таким образом, он стал вторым профессиональным игроком в снукер из Аньхоя после своего наставника Ню Чжуана.

### Сезон 2020/21
Так получилось, что Гао исполнилось 16 лет до начала сезона 2020/21, который был отложен из-за COVID-19. Его первым турниром была Лига чемпионов. Гао сыграл вничью со счетом 2: 2 против Бена Вулластона и Сы Цзяхуэя, но проиграл Мэттью Селту со счетом 3: 1. Он закончил свой первый день в качестве профессионала 3-м в группе из 4 игроков. В последующих турнирах Гао одерживал победы над Чжао Цзянбо, Каспером Филипьяком, Митчеллом Манном и Дуэйном Джонсом. На Открытом чемпионате Северной Ирландии Гао впервые встретился и проиграл со счетом 4 : 0 мировому № 1 Джадду Трампу, у которого были брейки 109, 127 и максимум 147. На Чемпионате мира Гао обыграл опытного игрока Пола Дэвисона со счетом 6 : 3 и очень хорошо сыграл против Люй Хаотяня, лидировав со счетом 5-3. Но его более опытный соотечественник выиграл последние 3 фрейма, чтобы выиграть матч со счетом 6-5. Гао закончил свой дебютный сезон на 107-м месте, сыграв две сотенные серии.

## Финалы турниров

### Финалы Любительских турниров: 2 (1 победа, 1 поражение)
| Результат | №  | Год  | Турнир                    | Соперник по финалу | Счёт |
| --------- | -- | ---- | ------------------------- | ------------------ | ---- |
| Финалист  | 1. | 2019 | Чемпионат мира среди U-18 | Джанг Джун         | 2–5  |
| Чемпион   | 1. | 2020 | WSF Junior Open           | Шон Мэддокс        | 5–2  |